# Doslidne (obwód chersoński)
Doslidne (ukr. Дослідне) – przysiółek na południu Ukrainy, w obwodzie chersońskim, w rejonie biłozerskim. 45 mieszkańców.